# نظیر مانکیف
نظیر مانکیف (به روسی: Назир Манкиев) (زادهٔ ۲۷ ژانویهٔ ۱۹۸۵) کشتی‌گیر سابق اهل روسیه است که در دستهٔ ۵۵ کیلوگرم کشتی فرنگی مردان رقابت می‌کرد. او در المپیک ۲۰۰۸ پکن با پیروزی برابر حمید سوریان ایرانی که مدعی قهرمانی بود و نیز غلبه بر روشن بایراموف از جمهوری آذربایجان در فینال، مدال طلا را به دست آورد. مانکیف همچنین برندهٔ دو مدال برنز مسابقات قهرمانی کشتی جهان (۲۰۰۷، ۲۰۱۰) است.
او با شکست روشن بایراموف از آذربایجان در فینال اولین روز مسابقات کشتی المپیک ۲۲ اوت، نخستین مدال طلای روسیه در این دوره از المپیک و اولین مدال طلای مسابقات کشتی المپیک را به دست آورد. و حداقل ۶۰۰ هزار دلار جایزه تعهدشده از طرف مقامات روس را از آن خود کرد.